# Guy Roger Nzamba
Guy Roger Nzamba   (Port-Gentil, 13 de juliol de 1970) és un exfutbolista del Gabon de la dècada de 1990.
Fou internacional amb la selecció de futbol del Gabon.
Pel que fa a clubs, destacà a Southend United FC.